# Dibenzodioxin
Dibenzodioxin ist eine heterocyclische aromatische organische Verbindung, die aus einem 1,4-Dioxin mit zwei anellierten Benzolringen besteht. Die genaue chemische Bezeichnung ist Dibenzo-p-dioxin, da neben dieser auch noch das isomere Dibenzo-o-dioxin existiert. Dibenzodioxin ist ein aromatischer Ether. Sein Schwefelanalogon ist das Thianthren.
Polyhalogenierte Derivate sind als Dioxine sehr bekannt.

## Eigenschaften
Das Molekül ist planar. Der Octanol-Wasser-Verteilungskoeffizient log KOW von Dibenzodioxin beträgt 4,30.